# Basilique San Nicola de Tolentino
La basilique Saint-Nicolas de Tolentino (italien : Basilica di San Nicola a Tolentino) est une église catholique romaine et une basilique mineure qui fait partie du monastère augustinien de la ville  de Tolentino, province de Macerata, Marches en Italie centrale. 

## Histoire
L'église est une ancienne cathédrale du diocèse catholique romain de Tolentino, supprimé en 1586, rattaché au Diocèse de Macerata-Tolentino-Recanati-Cingoli-Treia. D'abord placée sous l'invocation de saint Augustin, la basilique est définitivement dédiée à saint Nicolas de Tolentino après l'accumulation de dons dus à la ferveur populaire pour le saint de la cité à la réputation de très bon prêcheur et de thaumaturge. 

## Architecture
L'architecture et l'art du complexe s'étale du XIVe au XVIIe siècle. L'imposante façade en marbre de l'église a été construite au fil des siècles et achevée au XVIIe siècle.

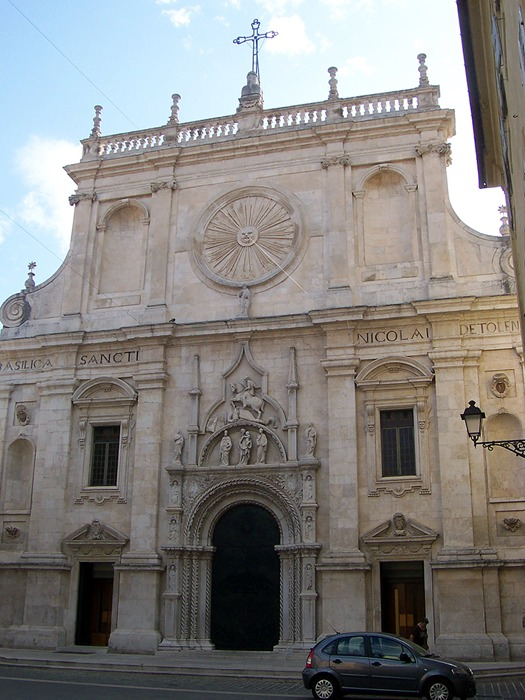
La façade.
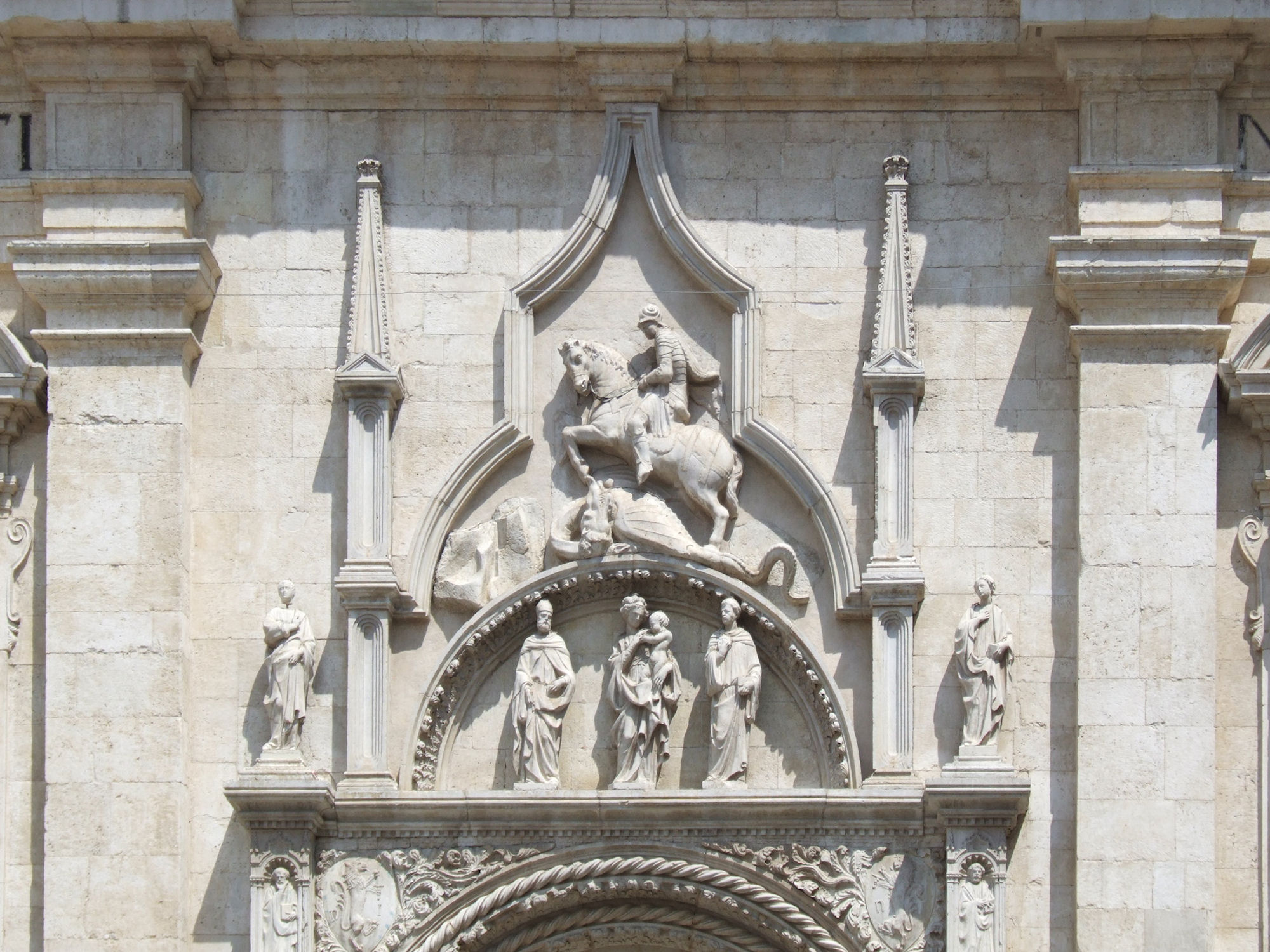
Lunette.
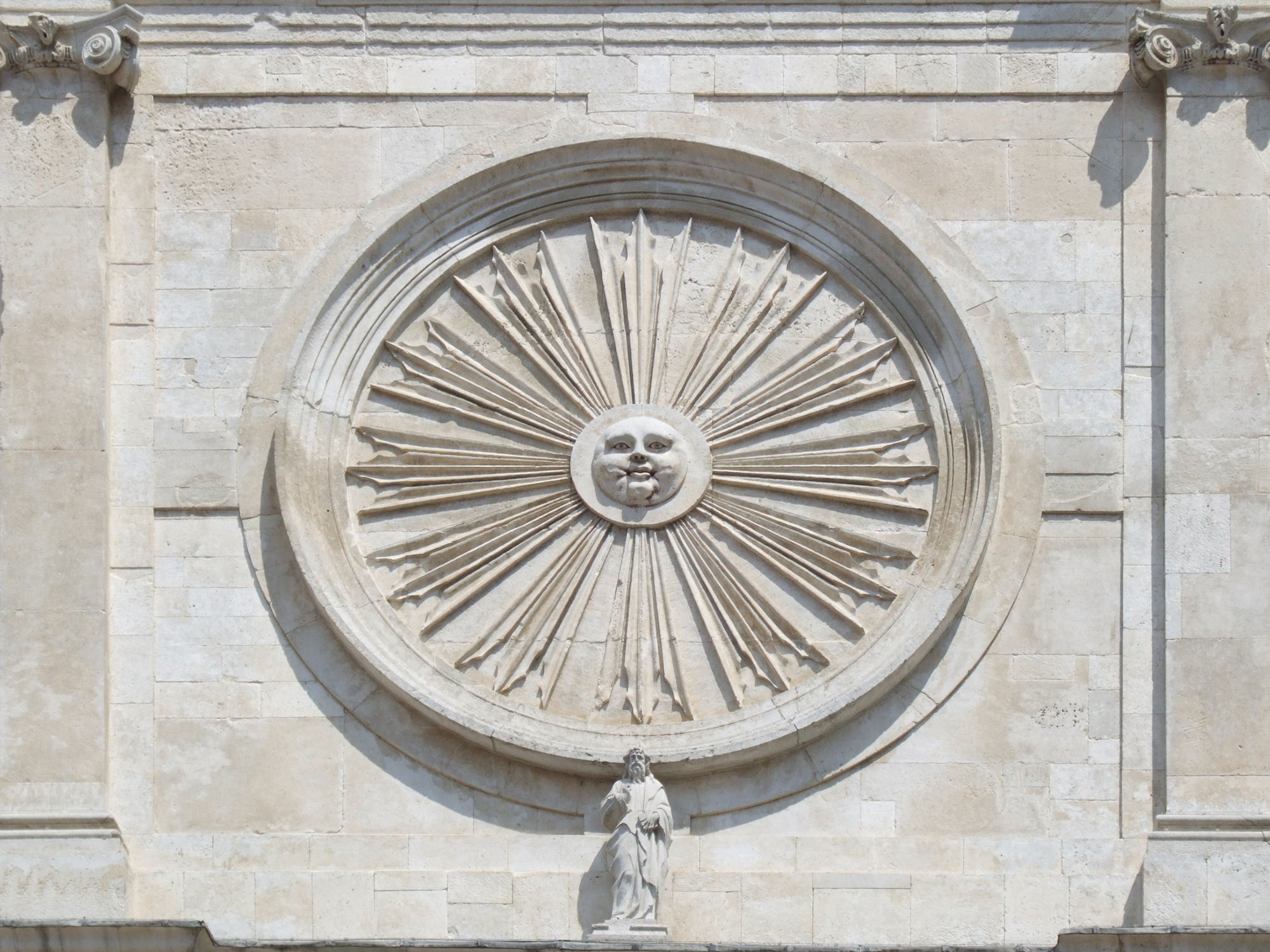
Rosace.
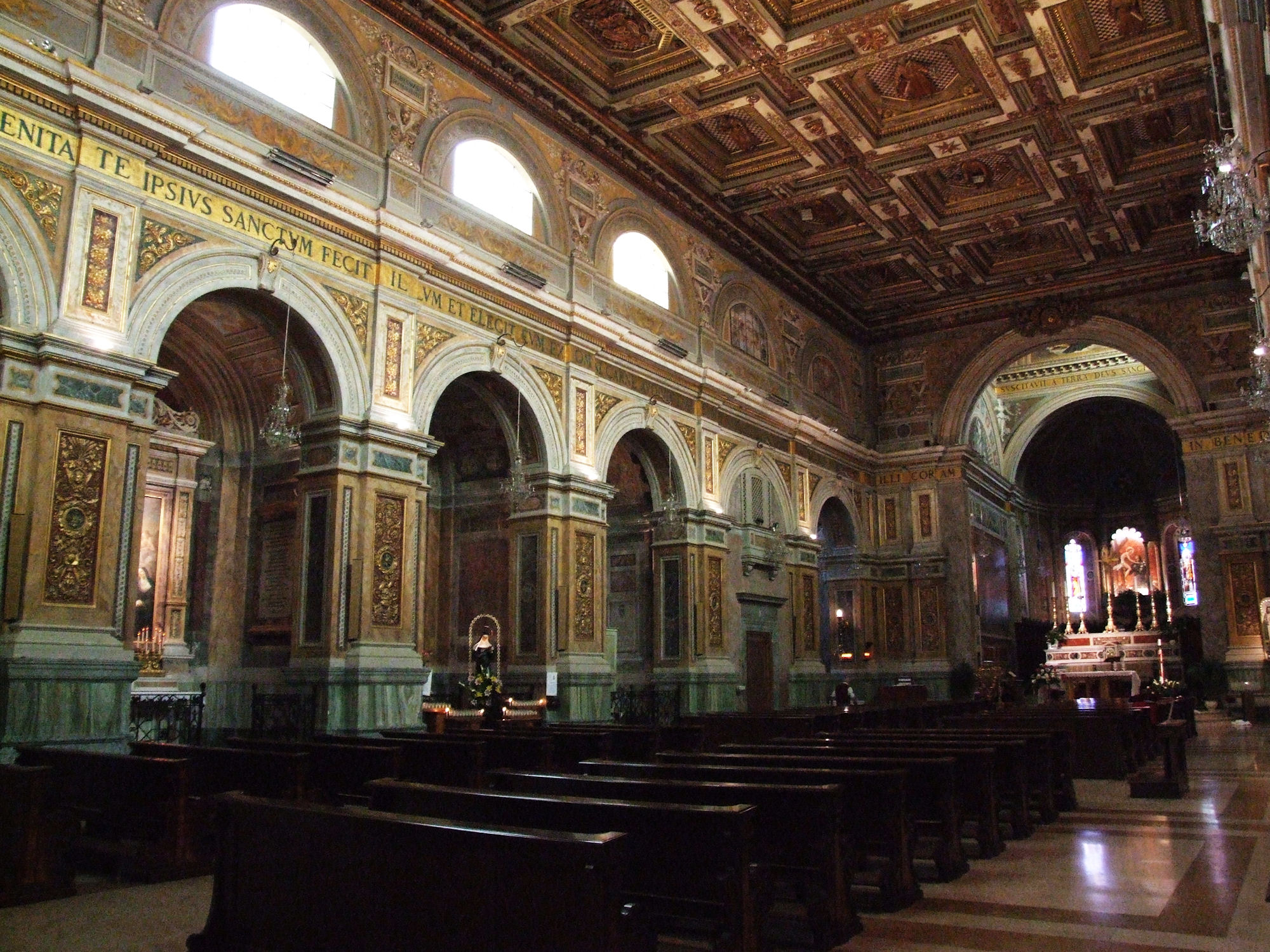
Intérieur.
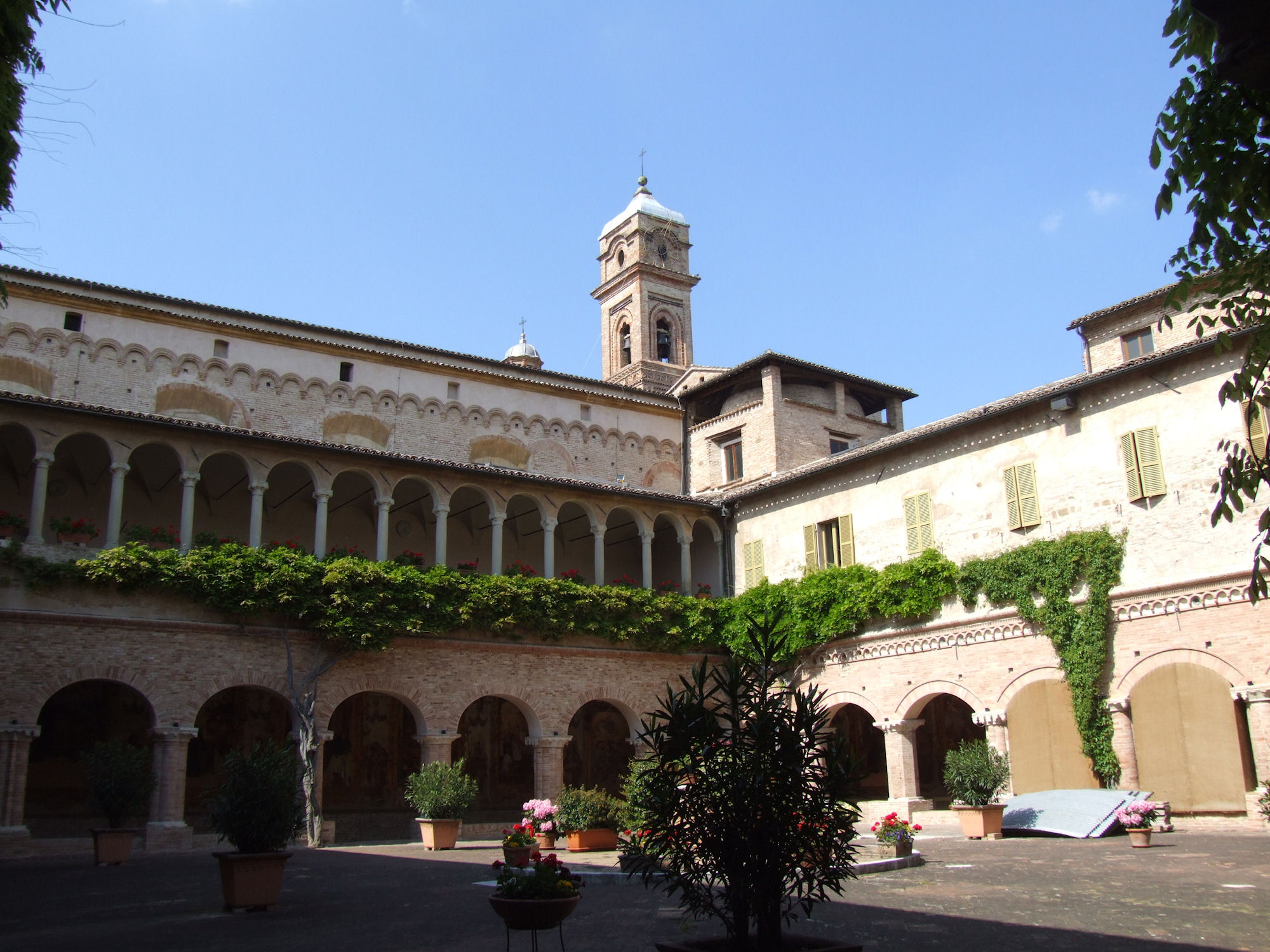
Cloître.

### Chapelles
Cappellone San Nicola
La Cappellone di San Nicola est une chapelle gothique qui s'ouvre sur le cloître. Les murs et le plafond sont recouverts de fresques giottesques  du début du XIVe siècle, attribuées diversement au  maître de Tolentino ou à Pietro da Rimini, représentant des scènes de la Vie de saint Nicolas de Tolentino, Vie de la Vierge et épisodes de la Vie du Christ. Les écoinçons de la chapelle représentent les quatre évangélistes et les quatre docteurs de l'église. L'autel possède une statue en pierre polychrome du XVe siècle du saint  au sommet d'un mémorial funéraire, attribuée à Niccolò di Giovanni. La tombe du saint repose dans la crypte. Les fresques semblent avoir été achevées quelques décennies après la mort du saint en 1305. 

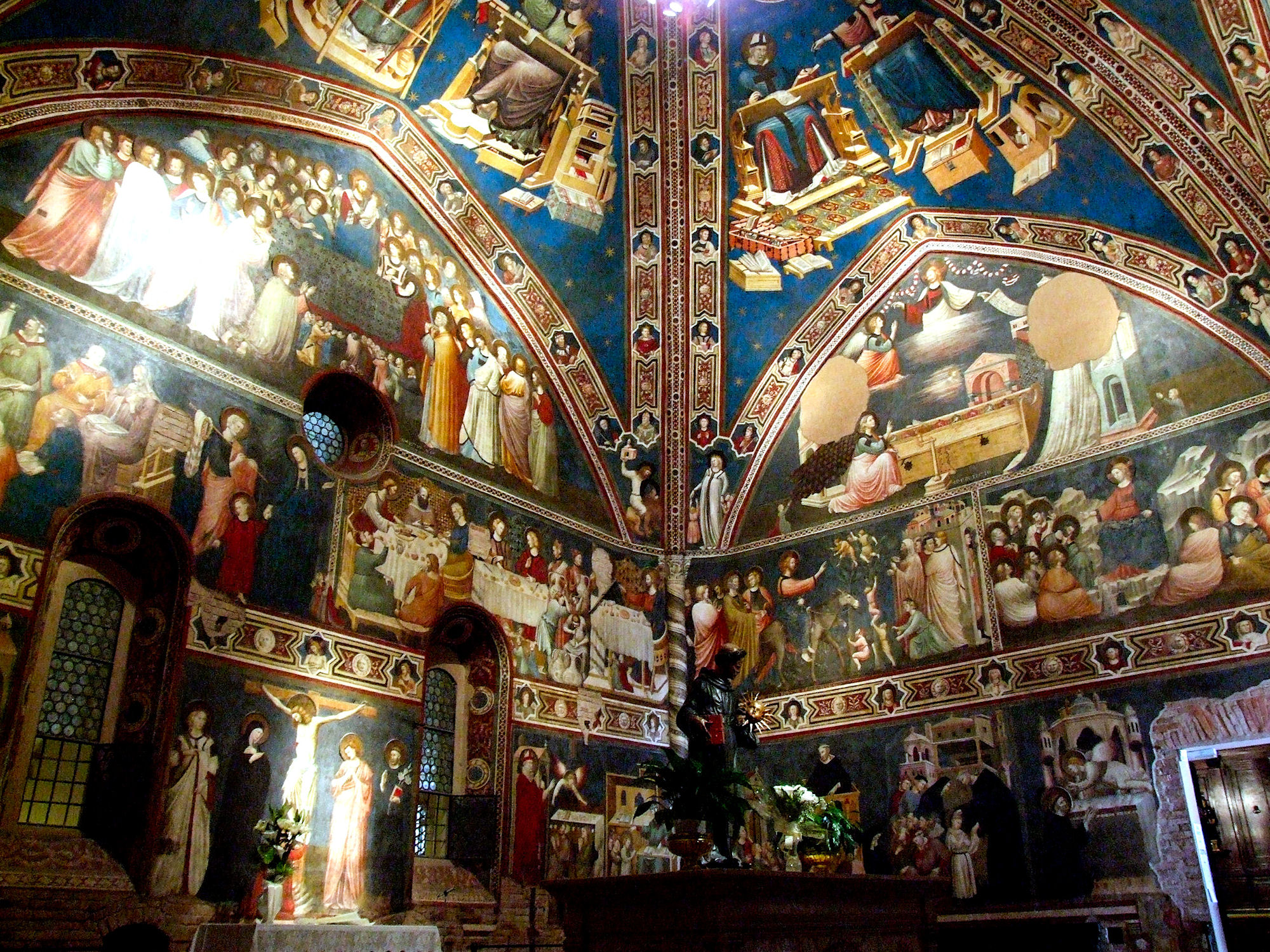
Cappellone San Nicola.
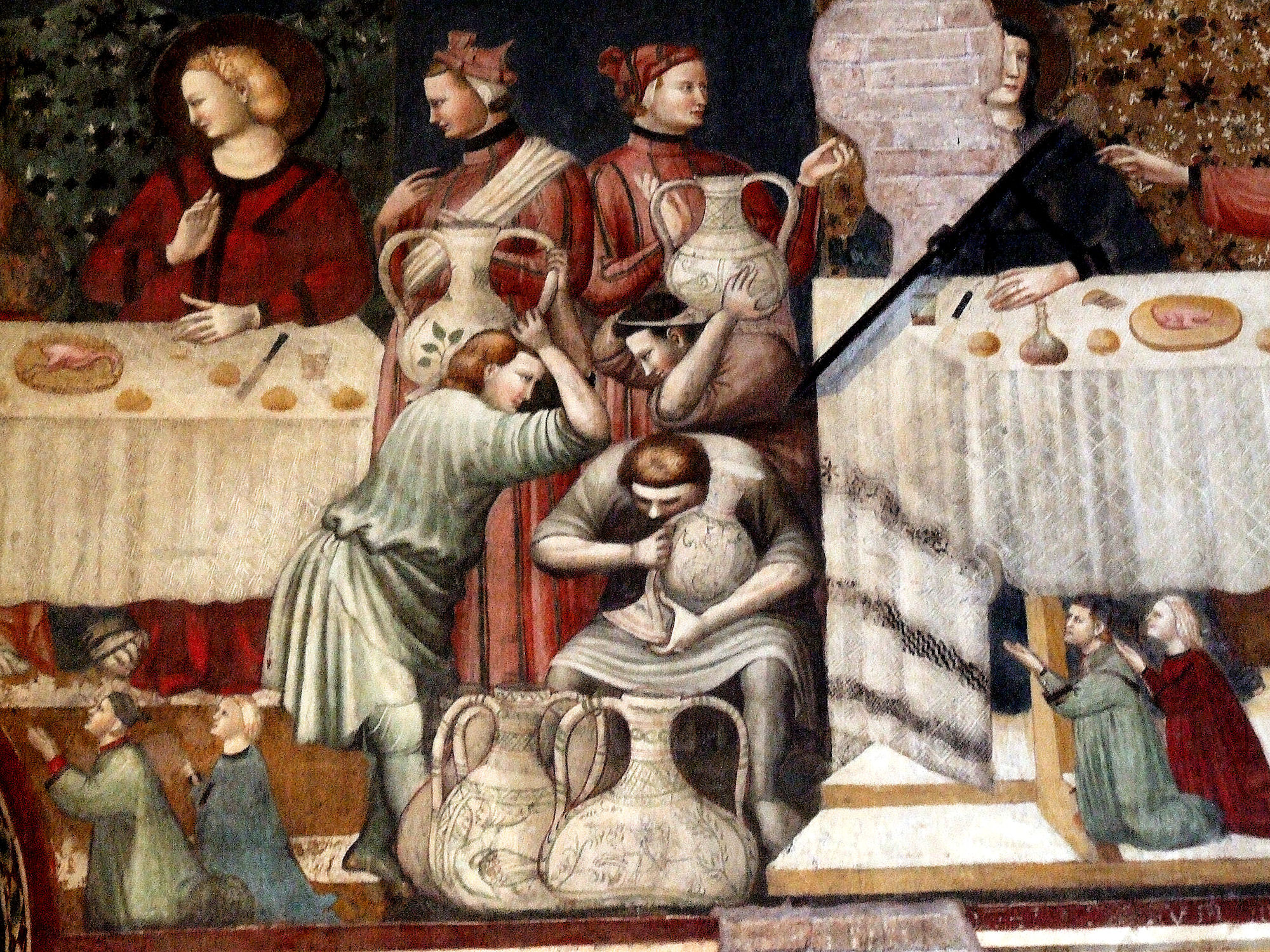
Détail de Noces de Cana.
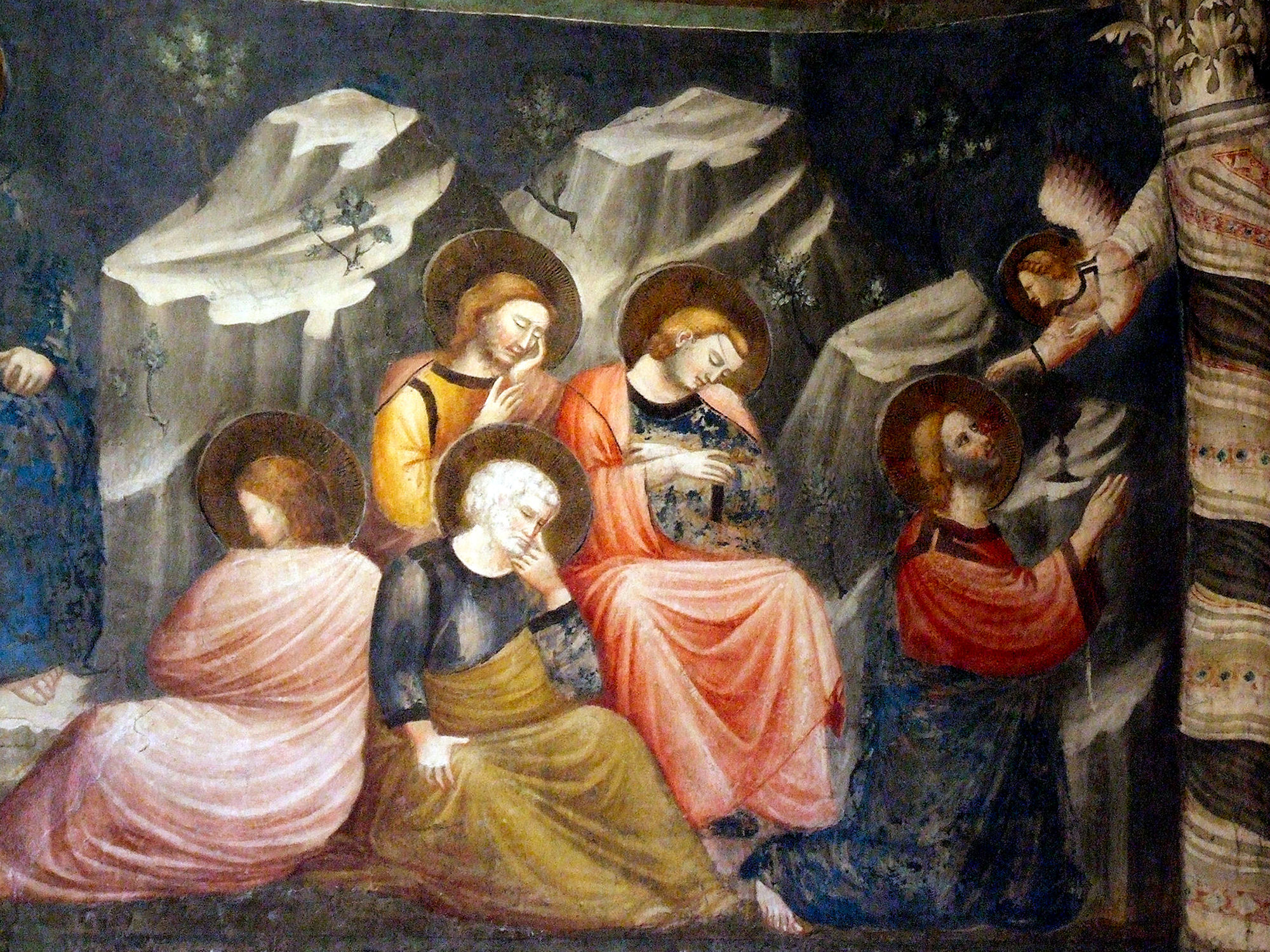
Orazione nell'Orto.
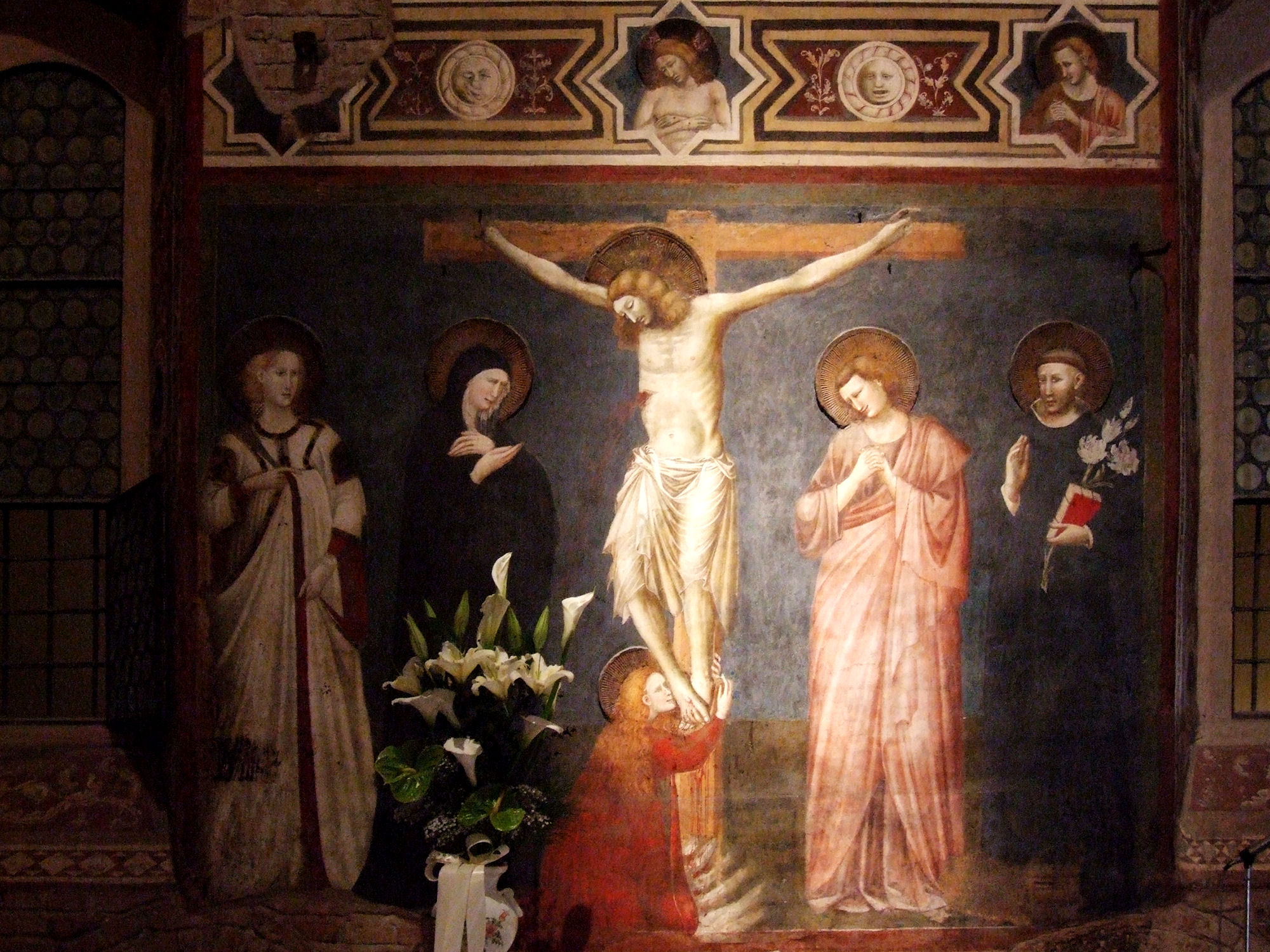
Crucifixion.

Chapelle delle Sacre Braccia (Bras sacrés )
La chapelle a été érigée pour la vénération des reliques du saint. Un portail du XVIIe siècle donne accès  à ce qui était autrefois la sacristie et mène à la chapelle du XVe siècle, reconstruite en 1670 pour accueillir plus de pèlerins. En 1819, les murs sont décorés de marbre polychrome en scagliola par Stefano da Morrovalle. En 1850, le plafond est décoré d'étoiles par Emidio Pallotta . En 1662, le dôme est décoré d'un stuc représentant le Paradis par Marco Antonio Baraciola, un artiste de Côme.Deux grandes toiles sont sur les murs latéraux:  Incendie dans le Palais Ducal de Venise par Matthias Stom et La Peste affectant une Ville vénitienne de Giovanni Carboncino  (XVIIe siècle). Les murs sont couverts de dons ex-voto. Six statues en stuc et bas-reliefs à côté des fenêtres qui font allusion aux vertus du saint sont de Giambattista Latini da Mogliano, basées sur des dessins de Pallotta. 

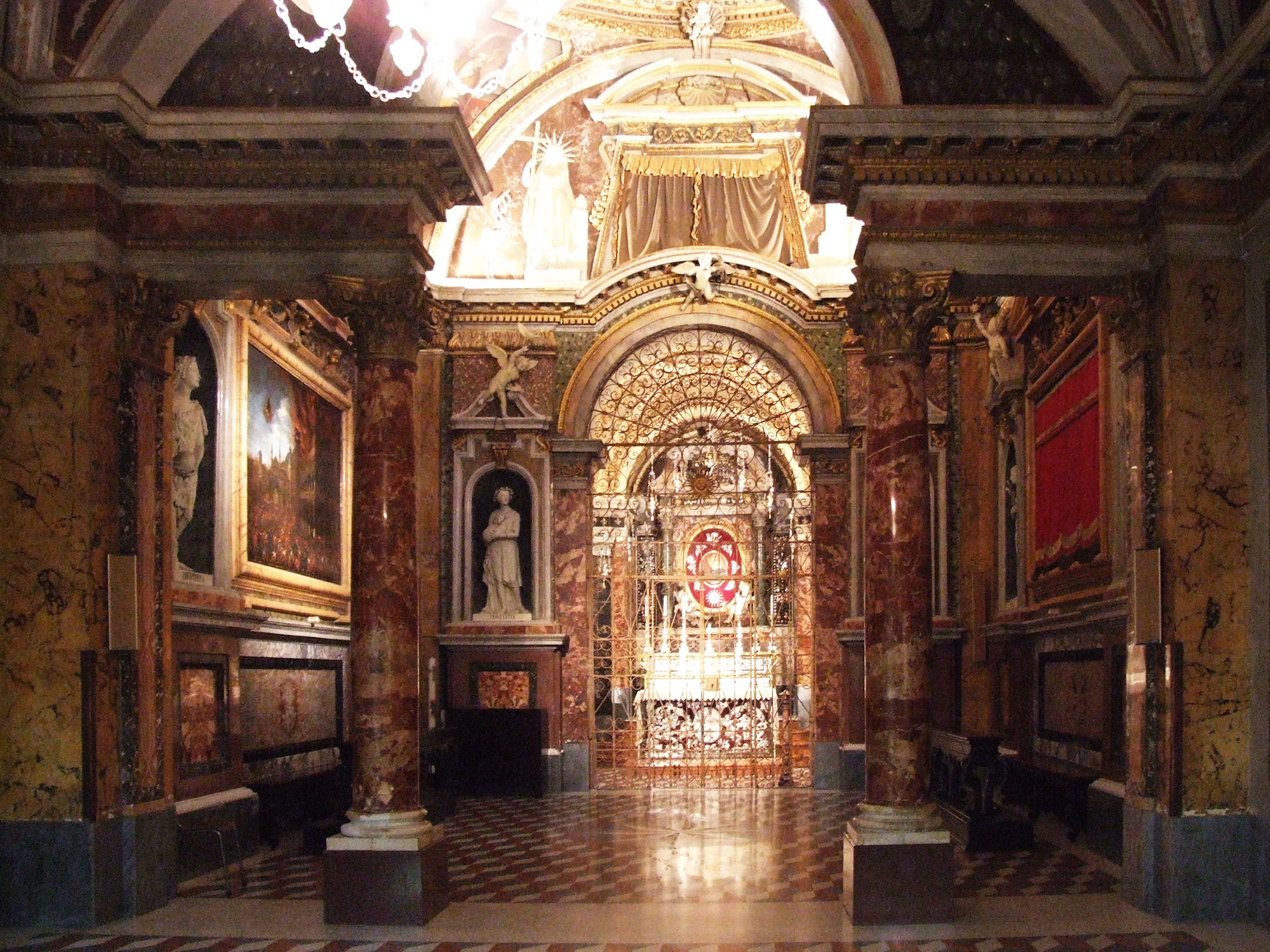
Cappella delle Sacre Braccia.

Chapelle Sainte-Anne (Sant'Anna)
Cette chapelle, la première à droite, commandée à l'origine par la famille Benadduci, abrite le retable principal de la Vision de la Vierge de sainte Anne du Guercino. Le mur latéral à gauche présente une toile représentant la Gloire de sainte Lucie avec deux saints augustins (1754) de Marcantonio Romoli, élève de Placido Costanzi et Sebastiano Conca. Sur le mur de droite figure une peinture du  XVIIe siècle Prière  à Gesthemane . 
Chapelle du Sacro Cuore (Sacré-Cœur)
Cette chapelle, la deuxième à droite, possède un retable principal représentant le Sacré-Cœur du Christ montré à sainte Marguerite-Marie Alacoque (1920) par Virgilio Monti . Le crucifix en bois de droite serait celui vénéré par saint Nicola lui-même. Il y a aussi une toile du XVIIe siècle représentant la Vierge, l'évangéliste Saint-Jean et Madeleine au Pied de la Croix . 
Chapelle de la Beata Virgene del Buon Consiglio (Sainte Vierge du Bon Conseil)
Cette chapelle, la troisième à droite, possède une copie de l'icône de cette vénération mariale trouvée au sanctuaire augustinien de Genazzano. Cette copie (1850) a été complétée par l'augustinien Giovanni Gerold et dorée par Tito Beccachiodi de Recanati. Les murs sont décorés de  Histoire de l'Icône (1873) de Villebaldo Natali. 
Chapelle de la Vergine della Pace (Vierge de la paix)
Cette chapelle, la quatrième à droite, possède un retable représentant la vénération, Madonna dell'Ulivo (1810) de Giuseppe Lucatelli . Un tableau de la fin du  XVIIIe siècle sur la droite montre San Nicola libérant des Âmes du Purgatoire . L'autel contient les reliques du martyr romain Lorenzina dans un cercueil avec un corps en cire.
Chapelle Saint-Thomas de Villanova
Cette chapelle, la première à gauche, possède un retable représentant la Charité de saint Thomas (1663) de Giuseppe Ghezzi. 
Chapelle de la Beata Vergine di Consolazione (Sainte Vierge de Consolation)
Cette chapelle, la deuxième à gauche, a été commandée par la confrérie de Cinturati (enceinte). Le retable représente la Vierge enceinte entre saint Augustin et sainte Monica (1858) de Luigi Fontana, copiée d'après une peinture de Giovanni Gottardi dans l'église de Sant'Agostino à Rome. 
Chapelle de Santa Rita
Cette chapelle, la troisième à gauche, possède un retable principal représentant Santa Rita (1912) de Girolamo Capofierri, élève d'Emidio Pallotta. La peinture est une copie de la toile de Giacinto Brandi dans l'église de Sant'Agostino à Rome. 
Chapelle de la Madonna dei Miracoli
Cette chapelle, la quatrième à gauche, possède un retable principal représentant Miracle de San Giovanni da San Facondo faisant revivre une Jeune Fille (1691) de Giovanni Anastasi.

### Œuvres dans l'église principale
Le retable principal de la basilique est de Marchisiano di Giorgio (1518-1526)
D'autres peintures représentent la Nuit mystique de sainte Catherine d'Alexandrie avec les saints Nicolas et Antoine de Padoue de Simone de Magistris, ' Apparition de la Vierge de Lorette à San Nicola attribuée à Antonio Francesco Peruzzini  et San Nicola da Tolentino attribué à Simone de Magistris . D'autres tableaux sont attribués à Guercino et Rossellino . 
Un cycle est peint à la gloire de saint Nicolas entre 1335 et 1345, œuvre d'un artiste de l'école de Rimini, élève anomyme de Pietro da Rimini. 
Les sépultures comprennent celle de Saint-Nicolas de Tolentino.